# Band of Gypsys (album)
Band of Gypsys – jedyny oryginalny album koncertowy wydany za życia Jimiego Hendriksa. Znalazło się na nim sześć utworów zarejestrowanych podczas dwóch z czterech występów noworocznych w Fillmore East w Nowym Jorku.

## Lista utworów
Autorem wszystkich utworów, chyba że zaznaczono inaczej jest Jimi Hendrix.
| Strona A | Strona A      | Strona A |
| Nr       | Tytuł utworu  | Długość  |
| -------- | ------------- | -------- |
| 1.       | „Who Knows”   | 9:39     |
| 2.       | „Machine Gun” | 12:40    |
|          |               | 22:19    |

| Strona B | Strona B                         | Strona B |
| Nr       | Tytuł utworu                     | Długość  |
| -------- | -------------------------------- | -------- |
| 1.       | „Changes” (Miles)                | 5:14     |
| 2.       | „Power to Love”                  | 6:58     |
| 3.       | „Message to Love”                | 5:25     |
| 4.       | „We Gotta Live Together” (Miles) | 5:50     |
|          |                                  | 23:27    |

## Artyści nagrywający płytę
- Jimi Hendrix – gitara, śpiew
- Billy Cox – gitara basowa, śpiew w tle
- Buddy Miles – perkusja, śpiew

## Daty nagrań poszczególnych utworów
- „Who Knows” – pierwszy występ, 1 stycznia 1970
- „Machine Gun” – pierwszy występ, 1 stycznia 1970
- „Changes” – pierwszy występ, 1 stycznia 1970
- „Power to Love” – drugi występ, 1 stycznia 1970
- „Message to Love” – drugi występ, 1 stycznia 1970
- „We Gotta Live Together” – drugi występ, 1 stycznia 1970

## Źródła
- John McDermott, Band of Gypsys, wyd. CD, książeczka, MCA Records, Experience Hendrix, 1997 (ang.). Brak numerów stron w książce